# Leptopelis anchietae
Leptopelis anchietae là một loài ếch thuộc họ Hyperoliidae.
Đây là loài đặc hữu của Angola.
Môi trường sống tự nhiên của chúng là xavan khô, xavan ẩm, sông ngòi, đầm nước, đầm nước ngọt, và đầm nước ngọt có nước theo mùa.